# 中華文化

中華の天子が代々使用してきた印章「伝国璽」。
印章には特別な書体で「受命於天、既寿永昌」という言葉が刻まれている。
その所在は今も判明していない。

中華文化（ちゅうかぶんか、簡体字中国語: 中华文化、繁体字台湾語: 中華文化）とは、数千年にわたる歴史を有する、世界最古の文化の一つである。
この文化は東アジア一帯に広がっており、中華人民共和国の領土範囲を超え、いわゆる「漢字文化圏」を形成していたとされる。台湾、香港、マカオ、シンガポールなどの中国語圏や、日本、韓国、北朝鮮、ベトナムなどの漢字圏の国々はすべて中華文化の影響を受けている。
秦王朝が紀元前221年に中国を統一してから、清王朝が1895年の日清戦争で敗れるまでの約2000年間には、中華文化は東アジアの主導文化の立場として存在し続けていた。

## 特徴

### 「中華」や「華夏」の意味について
古代の中国人は、自分たちが住む地域を「天下の中心」と考え、その地を「中華」（中心の地にあり、最も繁栄する文明の花）と自称するようになった。
- 『説文解字・華部[5]』によれば、「華也、華榮也。木謂之華、艸謂之榮也[注釈 2]」と記されている。
- 『春秋・左伝・正義[6]』によれば、「夏、大也。故大國曰夏、華夏謂中國也[注釈 3]」と記されている。
- 『書経・周書・武成[7]』によれば、「敢祗承上帝、以遏亂略。華夏蛮貊、罔不率俾[注釈 4]」と記されている。

中国の人口の大多数を占める漢民族は、東アジアを中心とする民族・国民集団であり、世界最大の民族集団とされている。現在の中国本土では人口の約92%を、台湾では約95%、シンガポールでは約76%、マレーシアでは約23%を構成しており、約13億人を抱える。
漢民族が使う「漢字」は、中国各地を結びつける最も重要な文化的象徴となっている。
一方、ほかの55の少数民族が現代中国に存在していることが、共産党政府によって公式的に認めている。歴史を通じて、インド・イラン系をはじめとする非漢民族の集団が同化を経て漢民族に取り込まれた一方で、固有の民族的アイデンティティを保持し続けた集団や、歴史の中で消滅した民族も存在する。

### 連綿と継承、創造と破壊
中華文化は単なる「文化」に留まらず、「文明」でもある。古代から現代にかけて文字・思想・政治体制において連続性があるとされ、古代四大文明の中では今日にまで影響を及ぼしている数少ない文明の1つとされる。その理由には、中国人が新しい物を好み、古い物をすぐに手放す一方で、実用性が認められれば、たとえ一度失われた古い文化であっても、迅速に復興させようとする気質がある。
遅くとも紀元前2世紀の前漢時代には、儒教の経典『礼記・大学』にすでに「苟日新、日日新、又日新（まことに日に新たにし、日々に新たにし、また日に新たなり）」という言葉が記されていた。これは「常に自己を刷新し続ける精神、多様性を受け入れる寛容さ、現実に対応する柔軟性」を意味する。こうした理念に支えられ、中華文化は幾度となく滅亡の危機を乗り越え、豊かな「内容」と多様な「形式」とを併せ持つ文化を築き上げてきた。
現代の中国人の価値観は古代とは大きく異なるが、「伝統の破壊を恐れずに、創造と復興へと向かう精神」は、今も変わることなく受け継がれている。これらの文化は世代を超えて受け継がれ、若い中国人の狼性（狼のように攻撃性の高い性格）を育み、中華民族の血肉となっている。
その最たる例が歴代中国の政治制度である：
- 周王朝の時代には、中国人は「士・農・工・商」の四つの身分に分類されていたとされる[13]。この序列では、知識層である「士」と農民である「農」が上位とされ、職人の「工」や商人の「商」は下位に置かれていた。理論上は、皇帝を除いてすべての身分が世襲されない建前であった。この制度は日本の江戸時代の封建制度と類似しているが、大きく異なる点として士が「武士」ではなく、「士大夫」であった点が挙げられる。
- 秦王朝の始皇帝は、封建制度を廃止し、中央集権的な貴族官僚制度を確立した[14]。
- 漢王朝の崩壊後、大土地所有者を中心とした豪族勢力が台頭し[15]、農民を半農奴化しながら広大な土地と政治的影響力を手にした。これにより、かれらは「門閥」として官僚制度の上層を独占するようになり、実質的に封建制度が再び出現したかのようなものとなった。
- 隋・唐王朝においては、このような封建的構造を打破するため、律令制が整備され、文官登用の道が拡大された[16]。
- 宋王朝の時代には、律令制は廃止され、「科挙制[17]」が官僚登用の中心となった。
- 明・清王朝では、科挙を維持しつつも、地方社会においては地主階層である「郷紳[18]」が強い影響力を持ち、再び封建的性格を帯びるようになった。
- 中華人民共和国では、共産党政権のもとで地主制度は廃止され、ソ連型社会主義が導入された。

このように中国の政治制度は、時代ごとに封建制と中央集権制を行き来しつつ、独自の発展を遂げてきた。

### 精神的構造と価値観

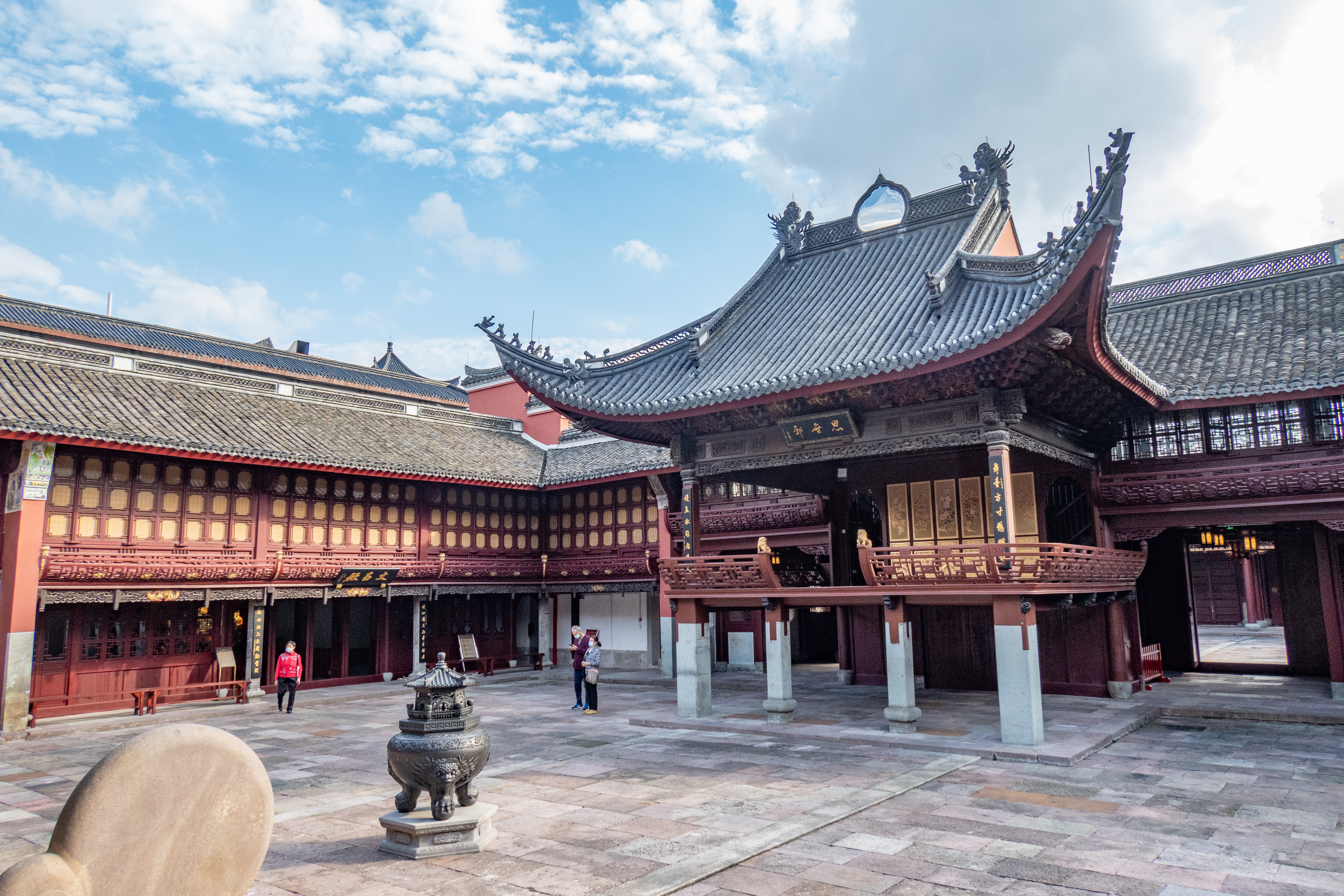
城隍爺（じょうこうや）を祀る寧波市の城隍廟。
城隍廟とは、中国各地に見られる伝統的な宗教施設の一つであり、宗教は中国人にとって精神的な癒しや心の拠り所となっている。

中国の精神文化や宗教観は、「仏教・道教・儒家」という三つの思想を基盤としており、これら3教は長い歴史の中で互いに影響を与えながら融合してきた。その過程で、実利主義的な側面が色濃く見られるようになり、多くの共通点を持つに至っている。

#### 仏教
転生や輪廻、死後の世界、天国などの概念はインドの仏教から中国に伝わったが、中国人はこれを「苦しみ」として捉えるのでは無く、むしろ「警戒すべきもの」や「目標」として、現実の生活に活かす方法として解釈することが多い。特に仏教経典の大規模な翻訳と、それらが中国で印刷され、広く流通したことは、仏教が中国全土に広がる重要な要因となった。また、禅宗は中国だけだはなく、日本へも影響した。

#### 道教
中国の伝統には数多くの神々が登場し、特に有名な神聖な人物としては、観世音菩薩、玉皇大帝、そして土地公が挙げられる。中国仏教は、芸術、文学、哲学に多大な影響を与えており、またインドの宗教、道教、そして中国民間信仰との相互作用によって特徴づけられている。また、中国のビジネス文化においては「関係（guanxi）」の重要性が特に強調されており、これは道教の「ルールよりも人間関係を優先する」という考え方を反映している。

#### 儒家
多くの中国人は、儒家を「宗教」というよりも「哲学」として捉えており、神の教えや道徳を重んじる「仏教」や「道教」と、学問と道徳を重んじる「儒家」とをはっきり区別している。これに対して、同じく儒教の伝統を持つ朝鮮半島では、儒教を国教的な存在として重んじ、「儒教の教えは仏教と相いれないもの」と考える傾向がある。
儒家には、夏・殷・周の三代において形成された『詩』『書』『礼』『楽』『易』『春秋』の六経、また六芸、さらに吉・凶・賓・軍・嘉の五礼、そして仁・義・礼・智・信の五常をその核心としている。また、陽明学などの実践思想も加わり、それぞれが中華文化で重要な役割を果たしてきた。

## 王朝や地域ごとの美学

### 古代
伝統的な中国文化は、広大な地理的範囲にわたって形成されており、地域ごとに異なる亜文化圏（サブカルチャー）が存在する。
中国大陸には、地域ごとに非常に多様な風習や伝統があり、省・市・県・村といった単位ごとにそれぞれ異なるが、漢字や政治制度によって「1つの中国の傘下」に収まっている。中国のことわざ「十里不同風、百里不同俗」（わずか十里歩けば風習が変わり、百里ほど歩けば風俗すら違う）にも見られるように、ごく短い距離でも、風習がまったく異なることを物語っている。
各地域はしばしば、「三つの祖先的象徴物（祖物）」によって表現されることがある。たとえば、広東省では「陳皮（干しミカンの皮）」「老姜（熟成ショウガ）」「乾草」がそれに該当し、また古都・臨安（現在の杭州市）は「茶葉」「筍の干し物」「クルミ科の果実」などによって象徴されている。

### 現代
現在の中華人民共和国における31の省級行政区画は、1949年から1980年にかけて用いられていた旧行政区分に基づいて大まかに分類されており、これらはしばしば「伝統的地域区分」と呼ばれている。
「中国大陸」という語の指す地理的範囲は、時代とともに変遷しており、「China」という呼称が一般化するに至ったのは近代以降のことである。また、「中国」の定義ですらも恒に変化していき、現代の「中国」という言葉は主に「中華人民共和国のみ」を指しているが、1949年以前はそうでは無かった。

## 書法（中国の書道）
そもそも、文字の書写によって成立する「書道」は世界各地に見られ、人類の言語を美意識をもって形にする営みである。東アジアや漢字圏の書道は、すべて中国の書道に起源を持ち、この伝統においては、いくつかの書体が定められ、体系的に発展している。
中国では書道を「書法（しょほう）」と呼び、「書き方」あるいは「書く際の規範」として認識されている。日本では「書道（しょどう）」、すなわち「字を書くことで人間として成長する道」として捉えられており、韓国では「書芸（ソイ、서예）」と称され、広く「芸術」の一領域と尊重されている。 
中国の書道は単に「文字の書き方を学ぶ」だけでなく、人格の修養にも深く関わり、人品（じんぴん）、すなわち「人間性を高める手段」としても重視されてきた。また、書道は漢字を書くための技法や理念を体系的に学ぶ芸術として位置づけられている。
書道と水墨画は、いずれも筆・墨・紙・硯といった共通の道具を使用し、これらは総称して「文房四宝」と呼ばれる。「書く」と「描く」の技法には多くの共通点があり、中国の繁体字（日本でいうところの旧字体）では、「書く」は「書」、「描く」は「畫」と表記され、漢字の形は僅かな違いに過ぎない。中国の絵画や書道に共通する特徴として、「動きの中に生命力を感じさせる表現」が重視される点が挙げられる。スタンリー＝ベイカーはこれについて、「中国の書道とは、動きの中に宿る生命そのものであり、それが絹や宣紙の上に痕跡として記録されたものである。そこには時間とリズムがあり、空間の中で変化する表現が本質を形作っている」と述べている。
また、書道の発展は、篆刻（印章彫刻）や文鎮、硯といった関連する芸術や工芸の分野にも大きな影響を与えてきた。 

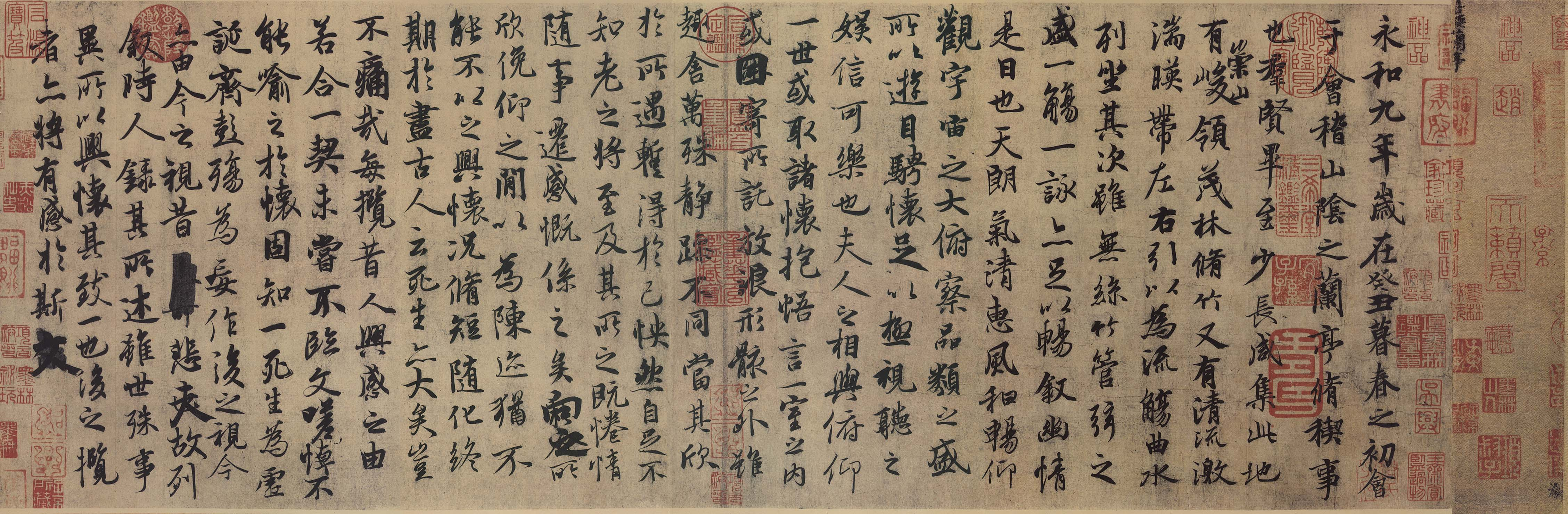
王羲之の『蘭亭序』の臨書（正文）（東晋、中国山東省の臨忻市政府所蔵）書体は行書。
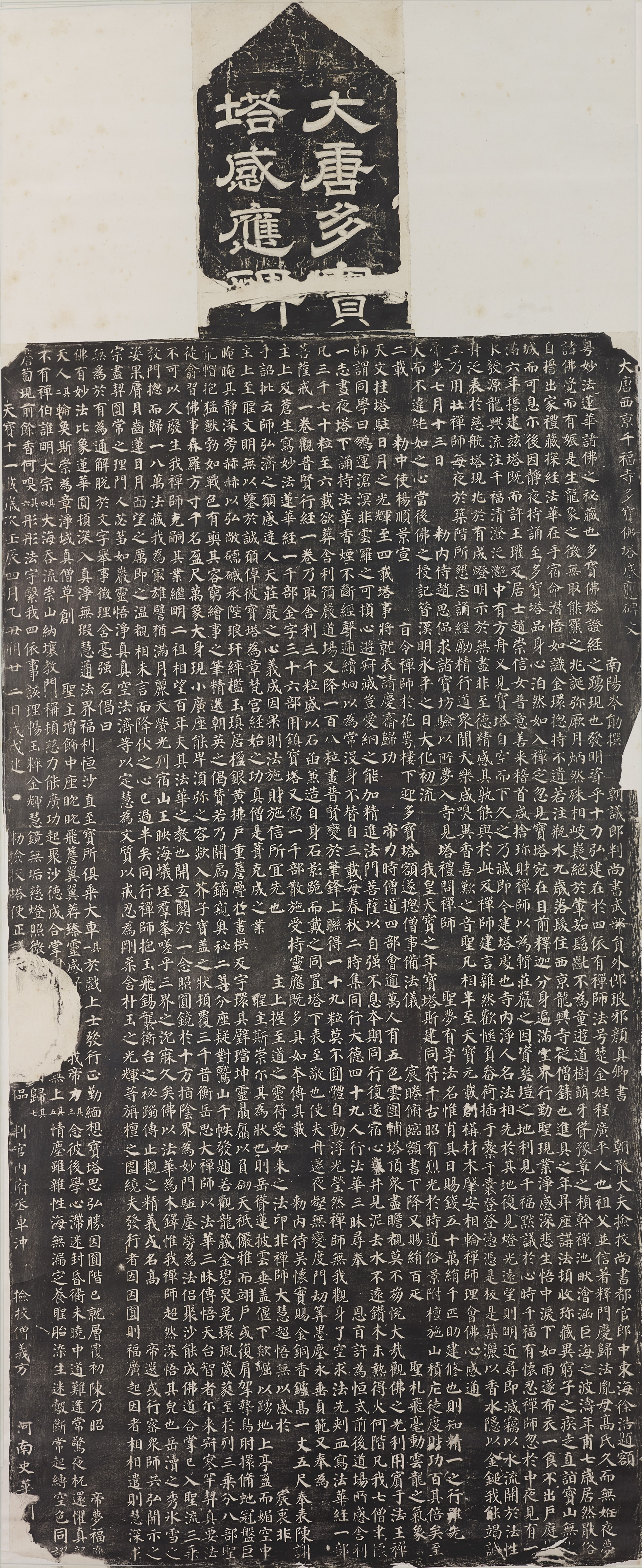
「多宝塔碑」唐王朝の顔真卿作（写真は清代の拓本、東京国立博物館所蔵）書体は楷書。
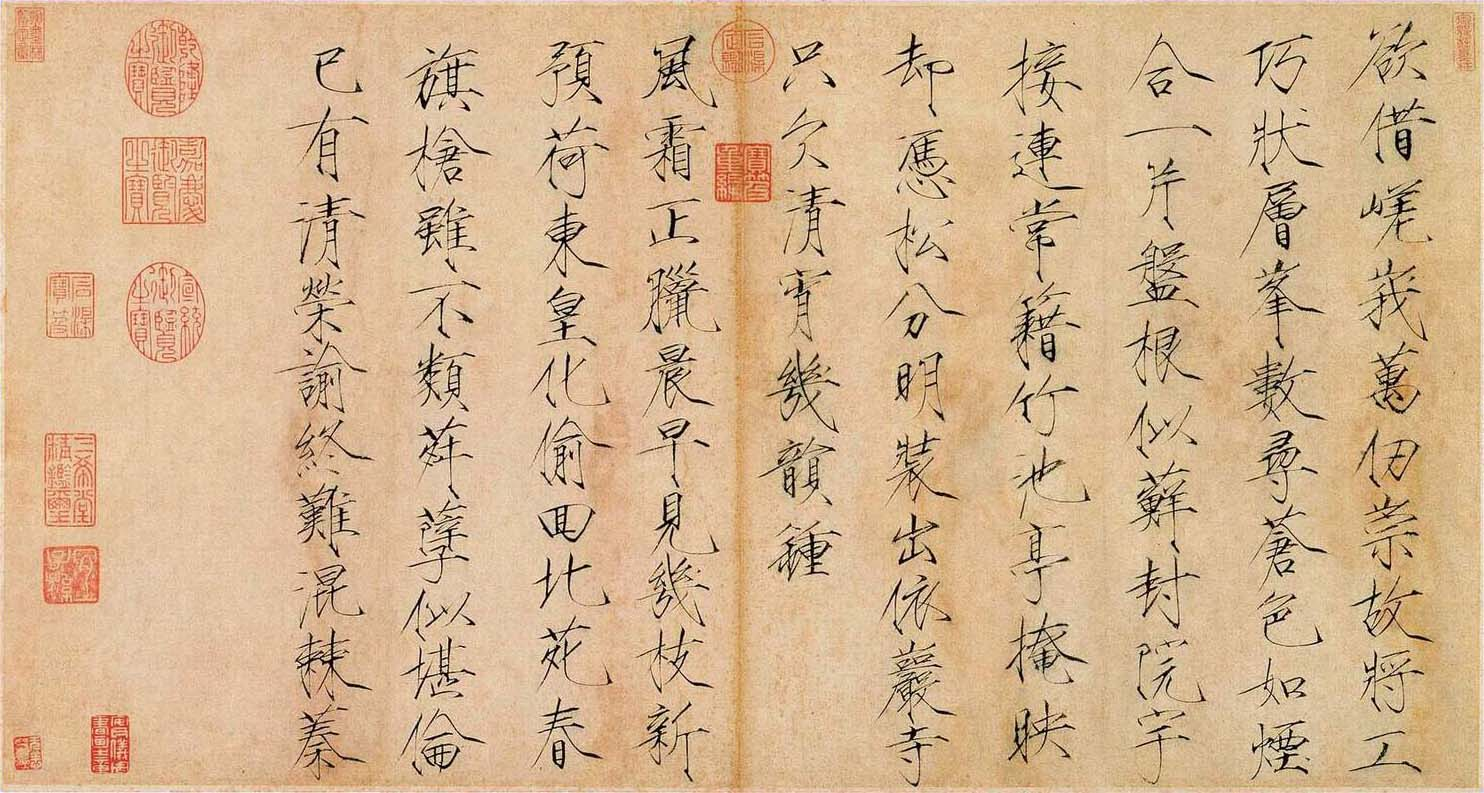
『欲借風霜二詩帖』、宋徽宗（宋代）。宋徽宗は「瘦金体」という書体を創り出した。
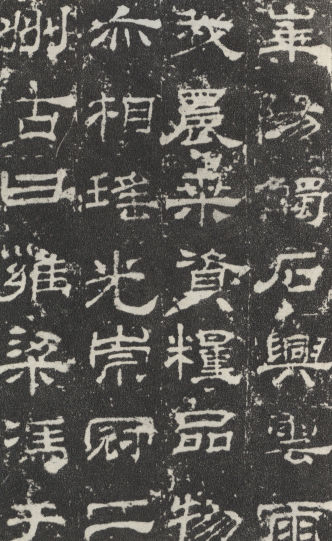
華山廟碑（漢代、陝西省所在）書体は隸書。
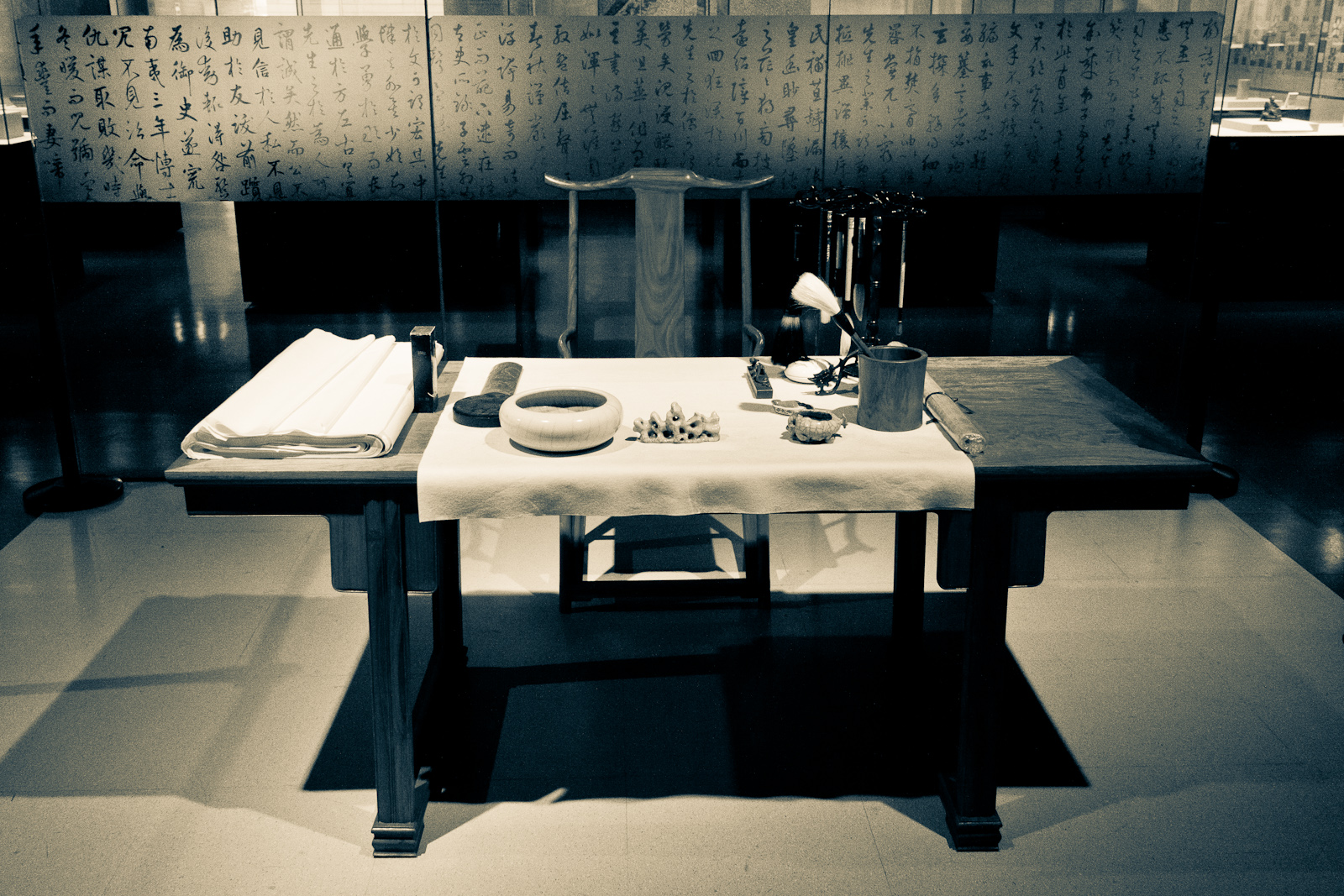
文房四宝（筆・墨・紙・硯）

## 中華服における文化
中国の服装史は、数百年にわたり、色彩豊かで多様なスタイルが発展してきた。時代や社会階層によって流行は異なり、特に数々の中華王朝の時代には、黒と黄色が皇帝専用の色とされるなど、厳格な規定が存在した。

### 清王朝以前の「漢服」
清朝以前の時代の衣服は、一般的に「漢服」、または伝統的な中国民族衣装として知られている。
中国における漢服の歴史は、特に上流階級において、絹製の衣服にとって欠かせない素材であった。伝説によれば、絹は黄帝の妻・嫘祖によって発見されたとされている。殷王朝に続く西周王朝では、漢服が地位を示す重要な象徴であり、身分の高さに応じて衣服の華やかさが決められた。たとえば、スカートの長さや袖の幅、装飾の精緻さなどがその目安とされている。
こうした階級制度による変化に加え、漢服は徐々にゆったりとしたデザインへと進化し、広い袖や、服を閉じるために帯から、吊るす玉飾りが取り入れられた。漢服は「交領右衽（こうりょううじん）」という右前に合わせる形式で着用されるが、これは当時、右利きが推奨され、左利きは「不自然」「未開」「不吉」とされていたためである。
殷時代（紀元前1600年頃〜紀元前1046年頃）には、漢服の基礎が形作られた。この時代の漢服は、細い袖口の膝丈の上衣に、細身で足首まで届くスカート（裳：ちょう）を組み合わせ、さらに膝まで届く布（蔽膝：へいしつ）を重ねるスタイルが特徴的であった。色彩は、当時の染色技術の限界により、非常に鮮やかなものが多かった。

### 清王朝の「満州服」
清王朝は、中国最後の王朝かつ帝国であり、この時期には中国人の衣服に劇的な変化が訪れた。その一例が「満州服」として知られるドレスである。
1636年以降、清の法令により、すべての漢民族は満洲人の男性と同様に「辮髪」を結び、満洲服を着用することが義務付けられた。しかし、実行が困難になったため、漢民族の成年男性のみが満洲服を着用し、女性や子供は引き続き自由に漢服を着ることができた。最終的に、漢民族の男性は満洲服を取り入れたが、ほとんどの漢民族の女性は自発的に満洲服を着続けた。
この衣服の男性と女性の形は、ほぼ同じもので、総じて「長袍（ちょうほう、chángpáo）」と呼ばれていた。旗袍はゆったりとしたデザインで、体にぴったりとフィットせず、ストレートに下へ垂れ下がるか、ほんの少しAラインに広がっていた。この時期、多くのシンボル（例えば鳳凰）が装飾的な目的や経済的な目的で使用された。特に「旗人（きじん、qí rén）」と呼ばれる満洲人たちは、旗というシステムの一部として、満州服を着用していた。 満洲女性は、通常一枚仕立てのドレスを着ており、これが後に満州服（満洲語で「バナーガウン」）として知られるようになった。
満州服は、女性の体をほとんど覆う形で、顔、手、足の先のみが露出するスタイルであった。この衣服のゆったりとしたデザインは、年齢に関係なく着用者の体型を隠す役割も果たしていた。しかし、時が経つにつれ、満州服はより体にフィットした形へと進化し、身体のラインを強調するようになった。

### 20世紀の「チャイナドレス」
現在のチャイナドレスとして広く認識されるものは、1920年代の上海で初めて発展した。上海では「長衫（チャンシャン）」または「ザンサエ」と呼ばれ、英語で「チョンシャム」として知られるようになった。
1911年まで、漢民族の男性には一定の階級に属する者が長袍を着用することが義務づけられていたが、漢民族の女性は引き続き、ジャケットとズボン、正式な場で着るためのオーバースカートというスタイルを保ち続けた。
当時、人々はより洋風な服装を求め、この新しい衣服は上海の女性学生が、伝統的な満州服を自分たちの好みに合わせて作られた。元々のチャイナドレスは広くて、ゆったりとしたものであったが、時代の変化とともにデザインが進化し、まもなく裸足で着ることが一般的となっている。この新しいデザインは、当時の娼婦や才媛によって人気が高まり、スリムで体にぴったりとした、ハイカットのデザインである。その結果、チャイナドレスは1925年頃に漢民族女性にとって新たなファッションアイテムとなり、彼女たちがこれを着るようになったのである。

## 中華芸術
中華芸術とは、古代から現代に至るまで、中国あるいは中国の芸術家によって創出された視覚芸術を指す。中華民国（台湾）や海外華人による芸術もまた中華芸術の一部とみなされ、多くは中国伝統や文化に深く根ざしている。
中国における最も古い芸術は「石器時代芸術」と呼ばれ、紀元前一万年頃にさかのぼることができる。この時代の作品は、素朴な陶器や小型の彫刻が中心であった。その後の中華美術は、長い歴史と同様に、歴代王朝の交替に沿って分類されるのが一般的である。多くの王朝は数百年にわたり存続し、その間、芸術も豊かな発展を遂げてきた。
中国美術は、世界における最も古く、連続性を保つ美術文化の1つとされ、伝統意識が極めて強い点に特徴がある。西洋においては古典様式の崩壊と再興を経たが、中国においてはそのような断絶は少なく、一貫した伝統が今日まで受け継がれている。
また、装飾芸術が極めて重要な位置を占めている点も、中国美術の大きな特色である。西洋ではルネサンス以降、装飾芸術はしばしば独立した領域とされたが、中国においては陶磁器をはじめとする装飾工芸が高い芸術性を誇り、多くの場合、無名の職人たちによって大規模な作坊や工房で制作されていた。
中国美術の各分野は、偉大な哲学者、教育者、宗教家、さらには政治家の思想や影響を受けながら発展してきた。美術、民間芸術、舞台芸術など広範な領域を包含しており、旧石器時代にはすでに陶磁器が重要な芸術形式のひとつとなっていた。
また、早期の中国音楽と詩歌は、『詩経』や、詩人にして政治家であった屈原の影響を受けながら成熟していった。絵画は宮廷において非常に重んじられた芸術となり、明代の絵画様式に代表されるように、多様な山水画の流派が形成された。
音楽は、初期には打楽器を中心として発展し、やがて弦楽器や簧片楽器（リード楽器）へと多様化していった。さらに漢代には、紙の発明とともに剪紙（切り絵）が新たな芸術形式として誕生するに至った。
こうした伝統芸能に加え、のちには雑技や中国戯曲（演劇）も発展し、各地に広く普及していた。

### 灯籠・提灯・天灯における文化
中国の灯籠や提灯、天灯とは、薄くて色鮮やかな素材を用いて作られたランタンのことを指す。

#### 灯籠
灯籠には様々な形や大きさがあり、また製作方法にも多様なものが存在する。最も簡素なものでは、紙袋にろうそくを入れただけの構造であるが、より複雑なものでは、竹や金属で作られた輪状の骨組みに丈夫な紙を張った、折りたたみ可能な灯籠も見られる。 素材に関しては、色付きの絹（通常は赤色）やビニールで作られた灯籠も存在する。絹製の灯籠も金属製の骨組みを持ち、折りたたみが可能であり、多くは中国文字や装飾模様で彩られている。
一方、ビニール製の灯籠は耐久性に優れ、雨や風、日光にも強い特徴を持つ。 紙製の灯籠は比較的寿命が短く、使用後まもなく破損することが多い。絹製の灯籠は紙製より長持ちするものの、金箔の装飾は次第に色褪せ、淡い白色に変わり、赤い絹地も次第に赤とピンクの中間色へと変化していく。

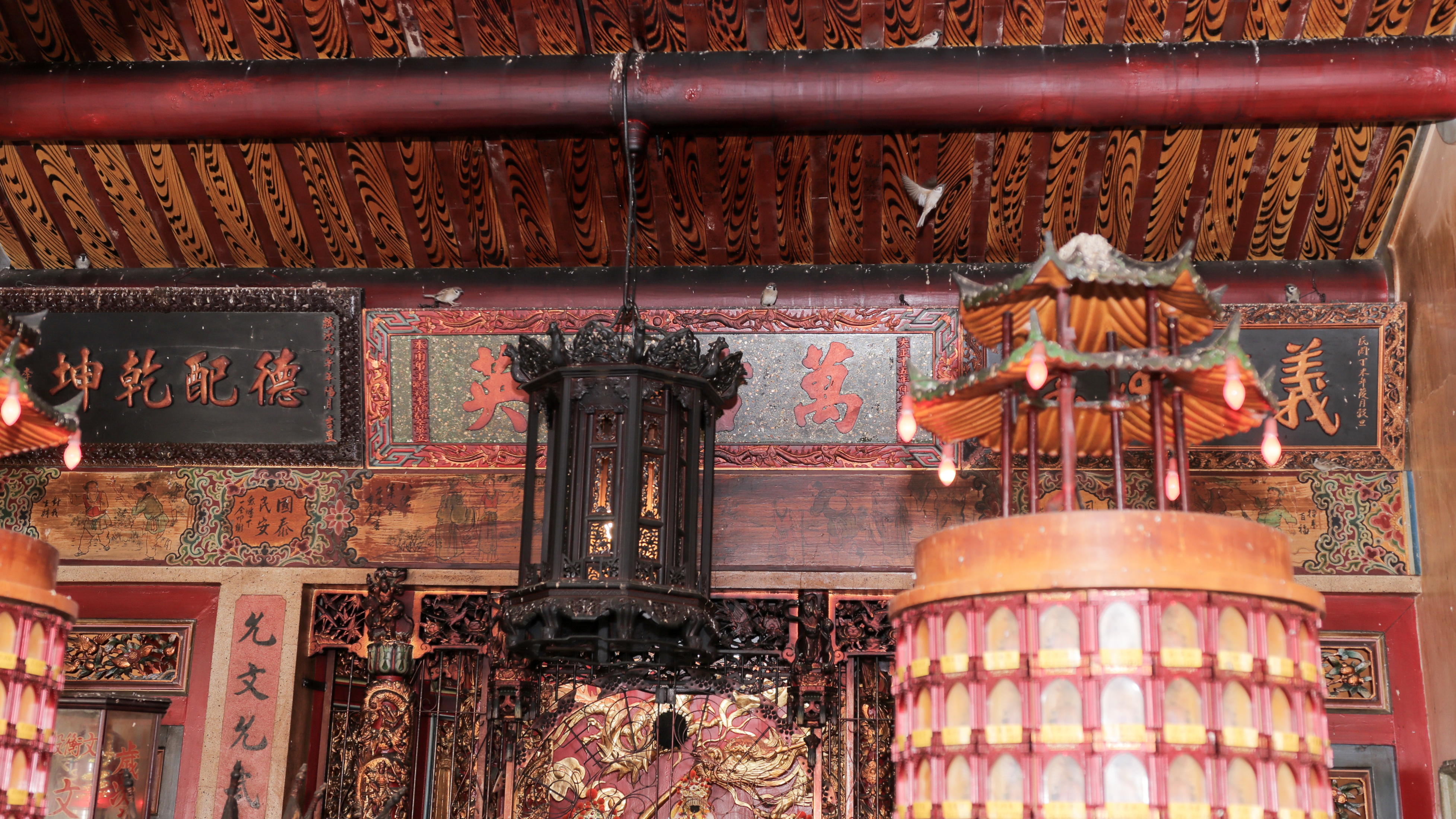
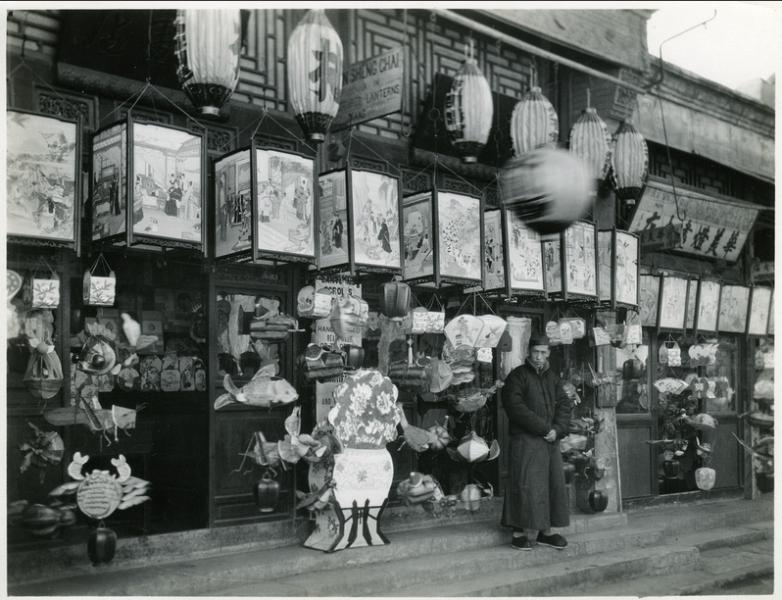
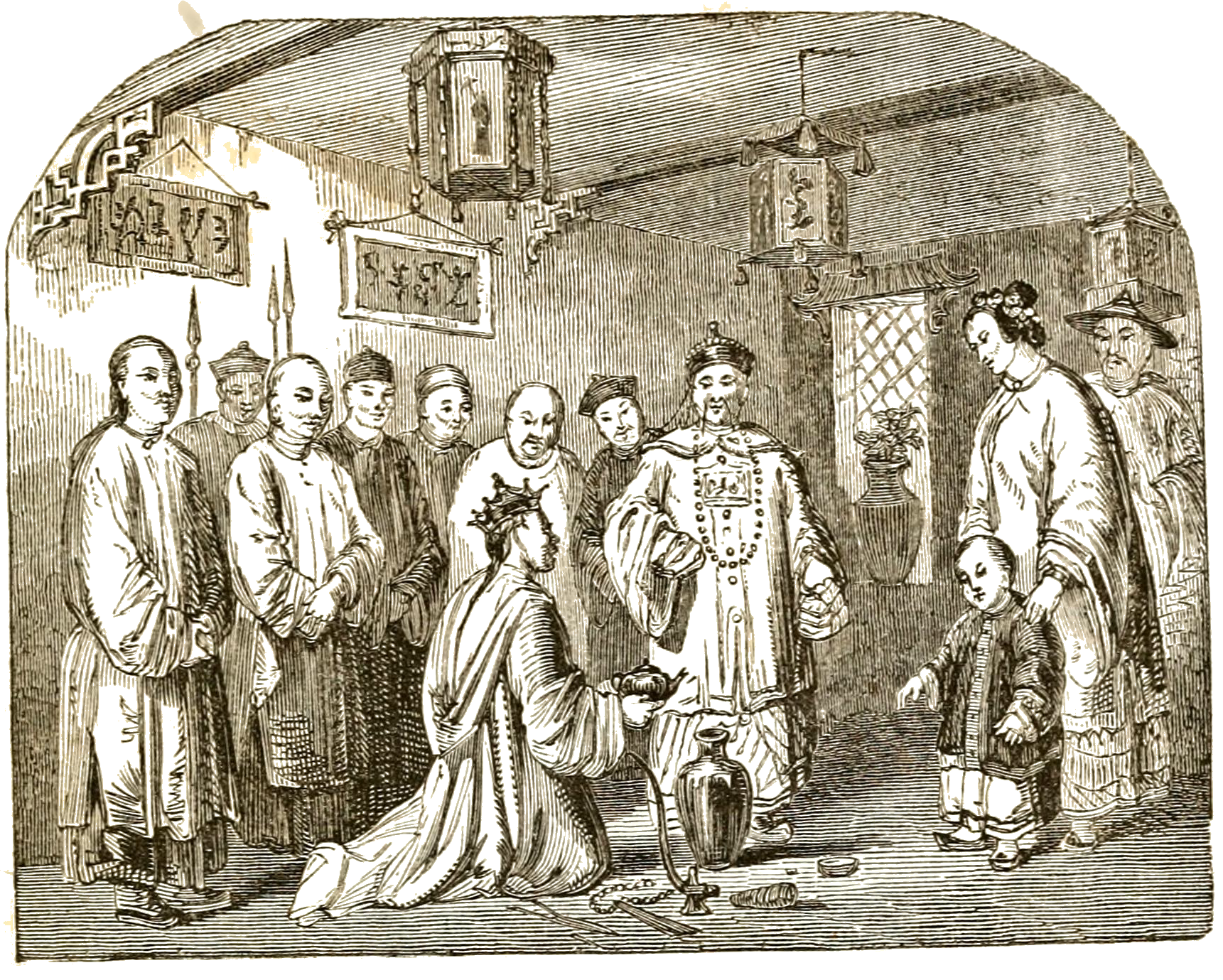
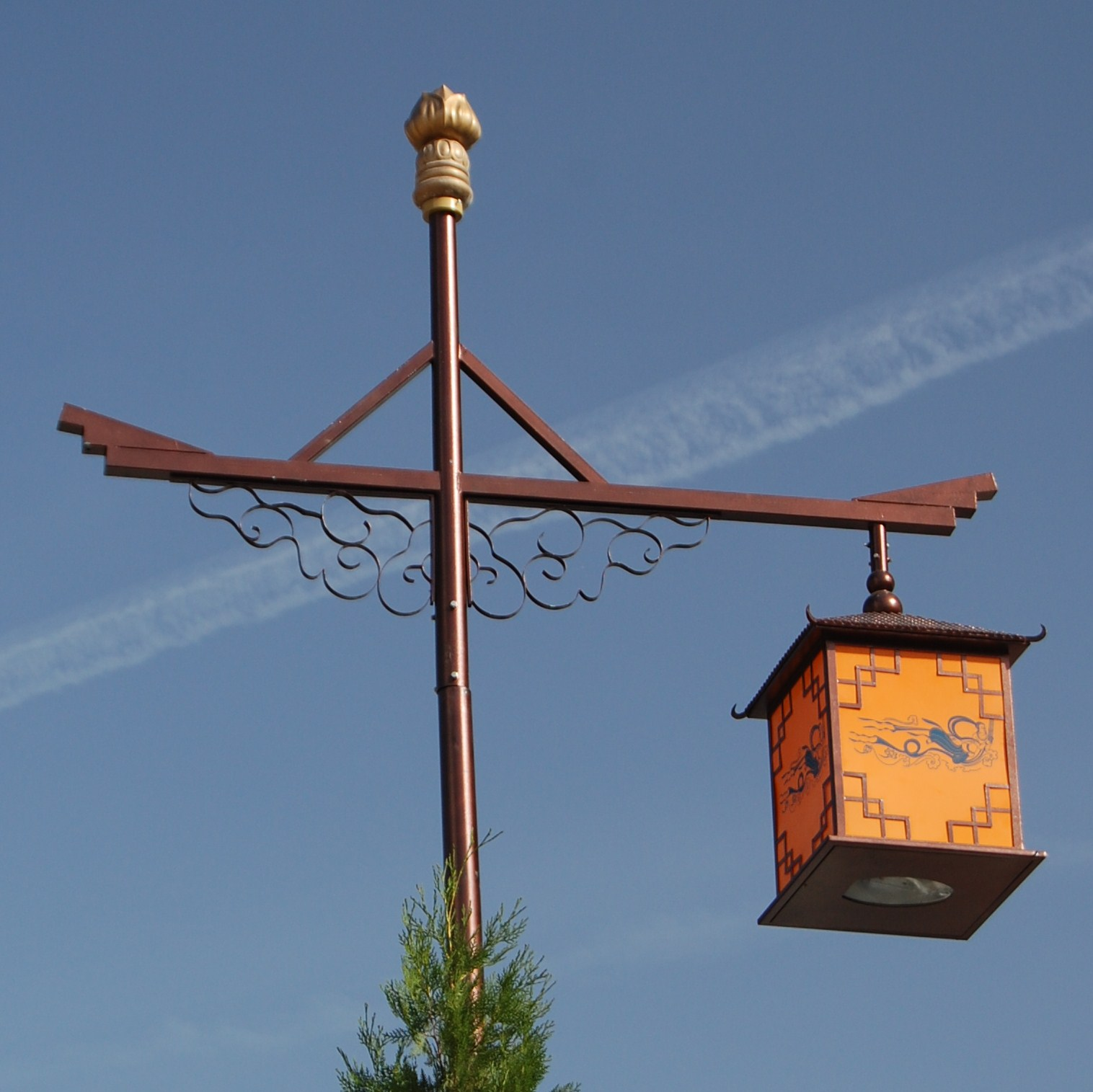
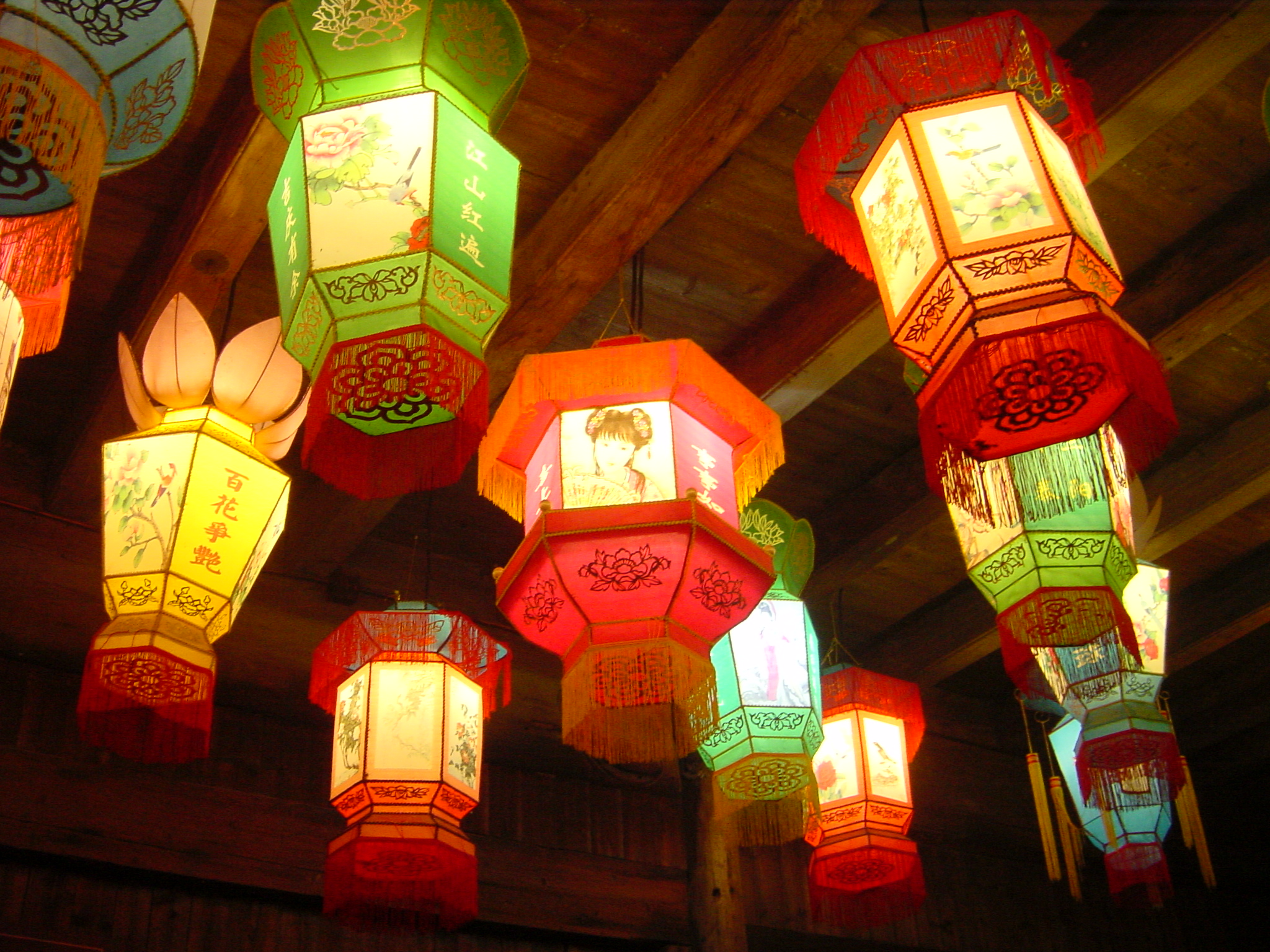
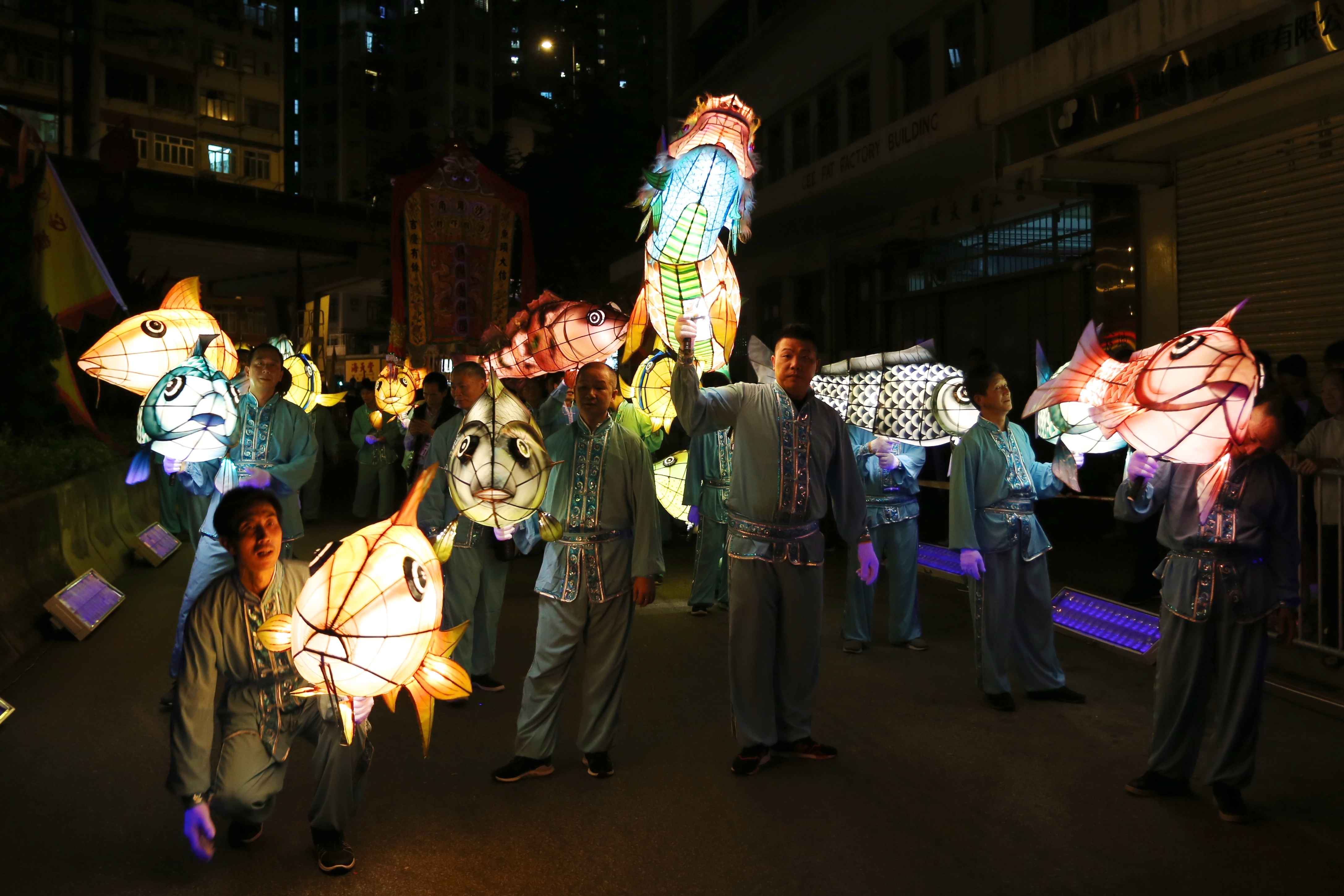
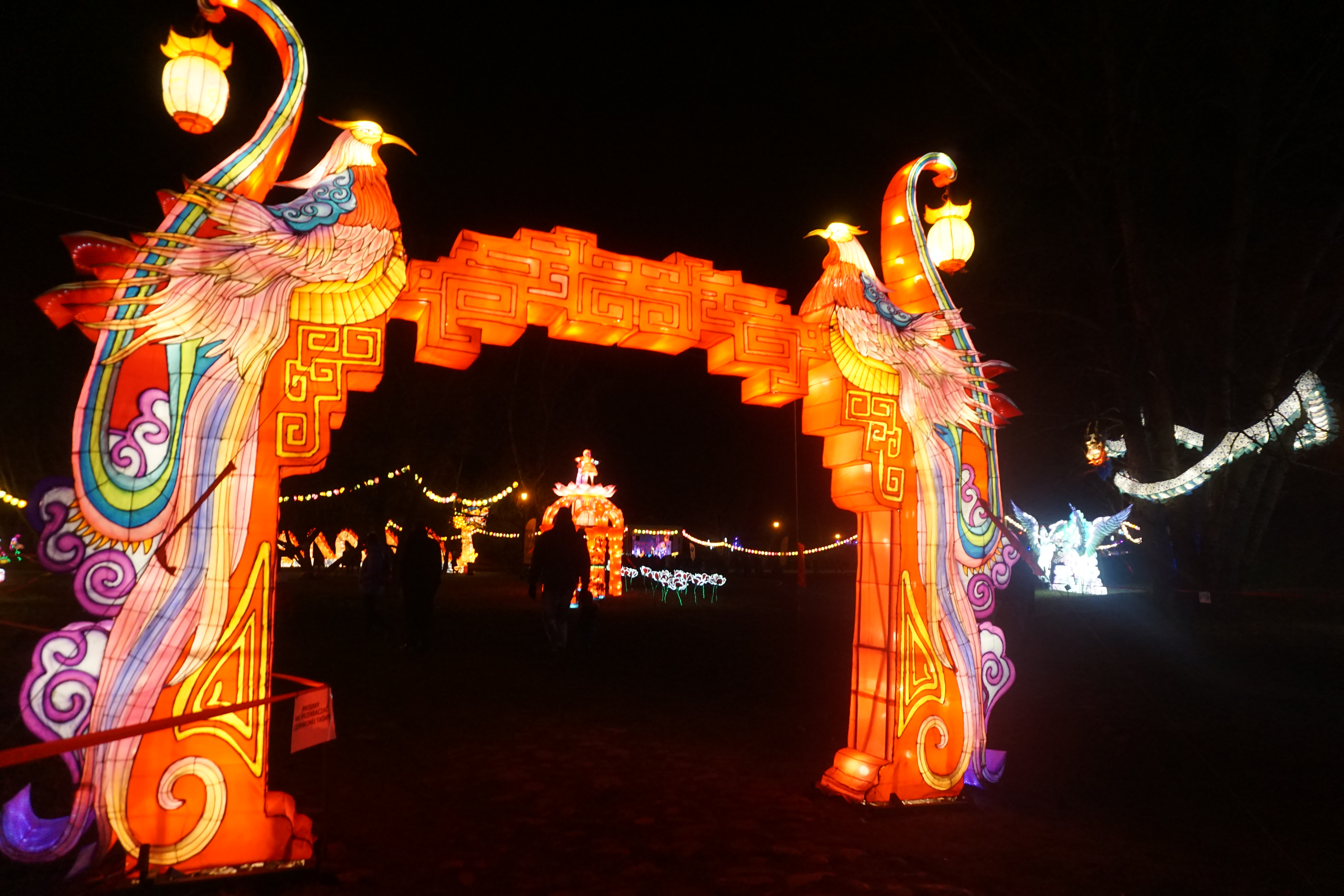

#### 提灯
提灯とは、主に祭りと深く結びついており、中国のほかにも、日本や台湾、韓国、ベトナム、タイ王国などでは広く使用されている。
また、海外の中華街など、華僑コミュニティの大きな地域においてもよく見られ、店舗の外に吊るして人目を引くために用いられることが多い。 なお、日本における伝統的な提灯には、ぼんぼり（雪洞）や紙提灯（かみちょうちん）などの形式があり、これらには「提灯文字」と呼ばれる特有の書体が用いられる。 

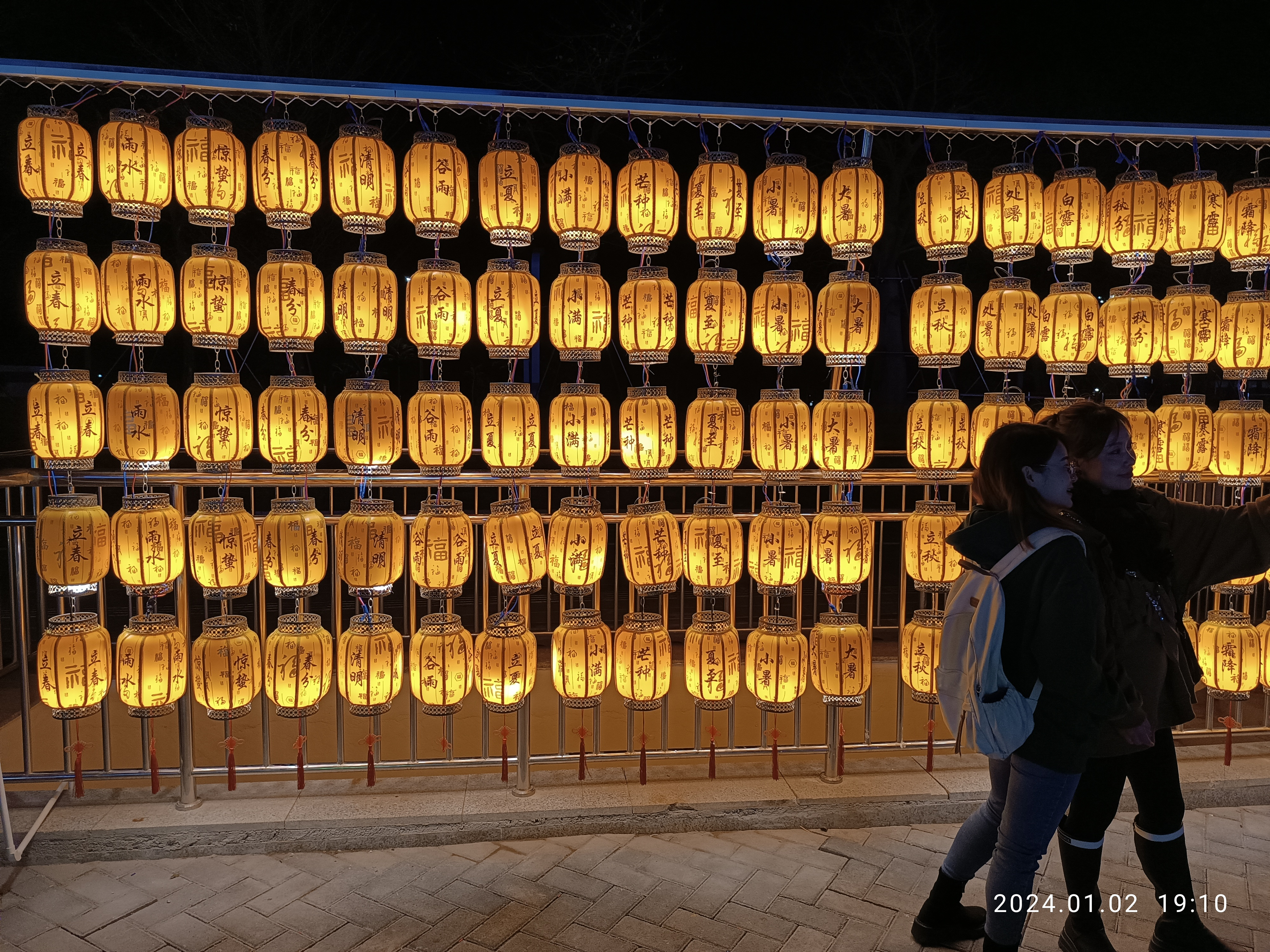
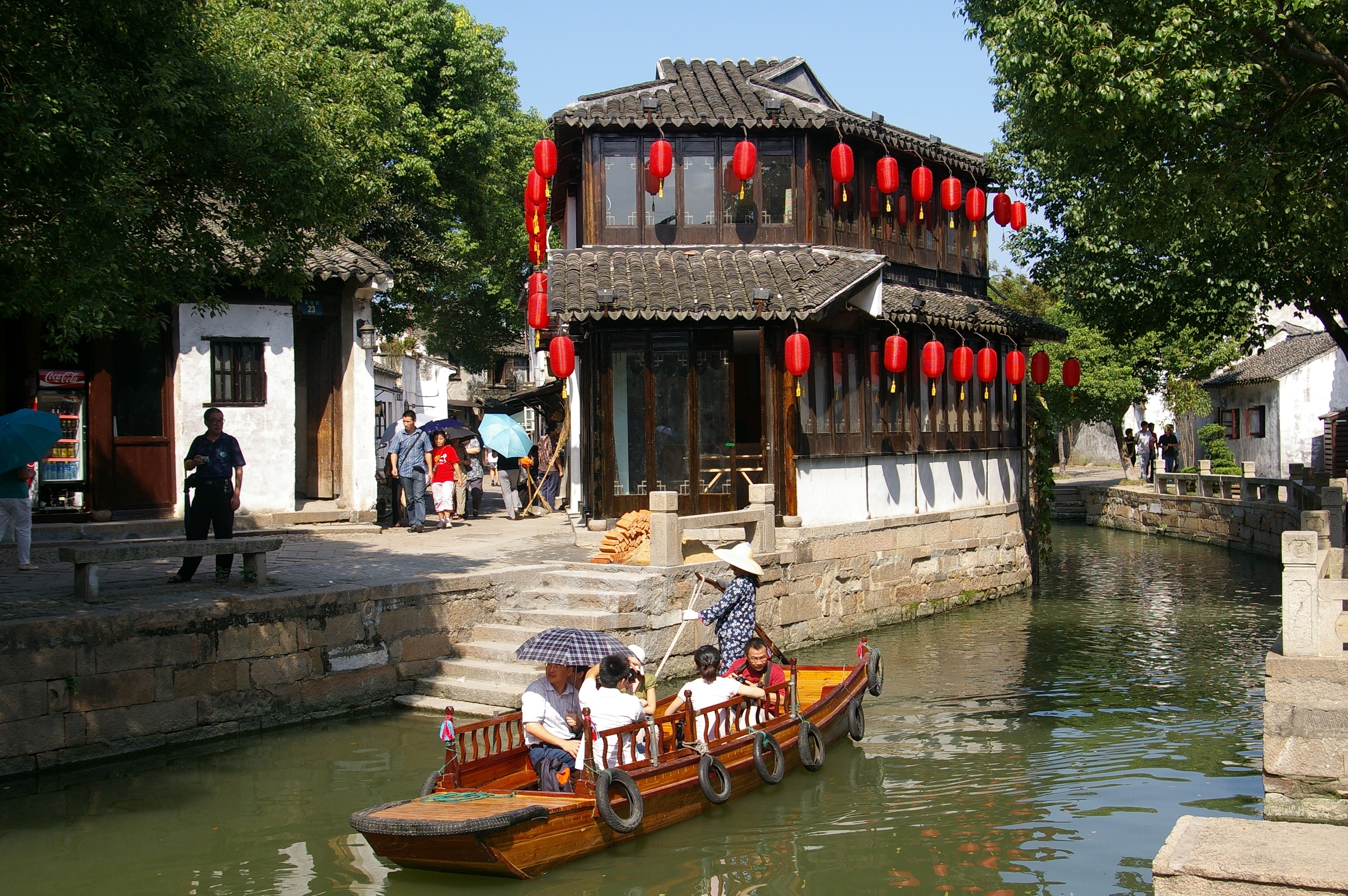
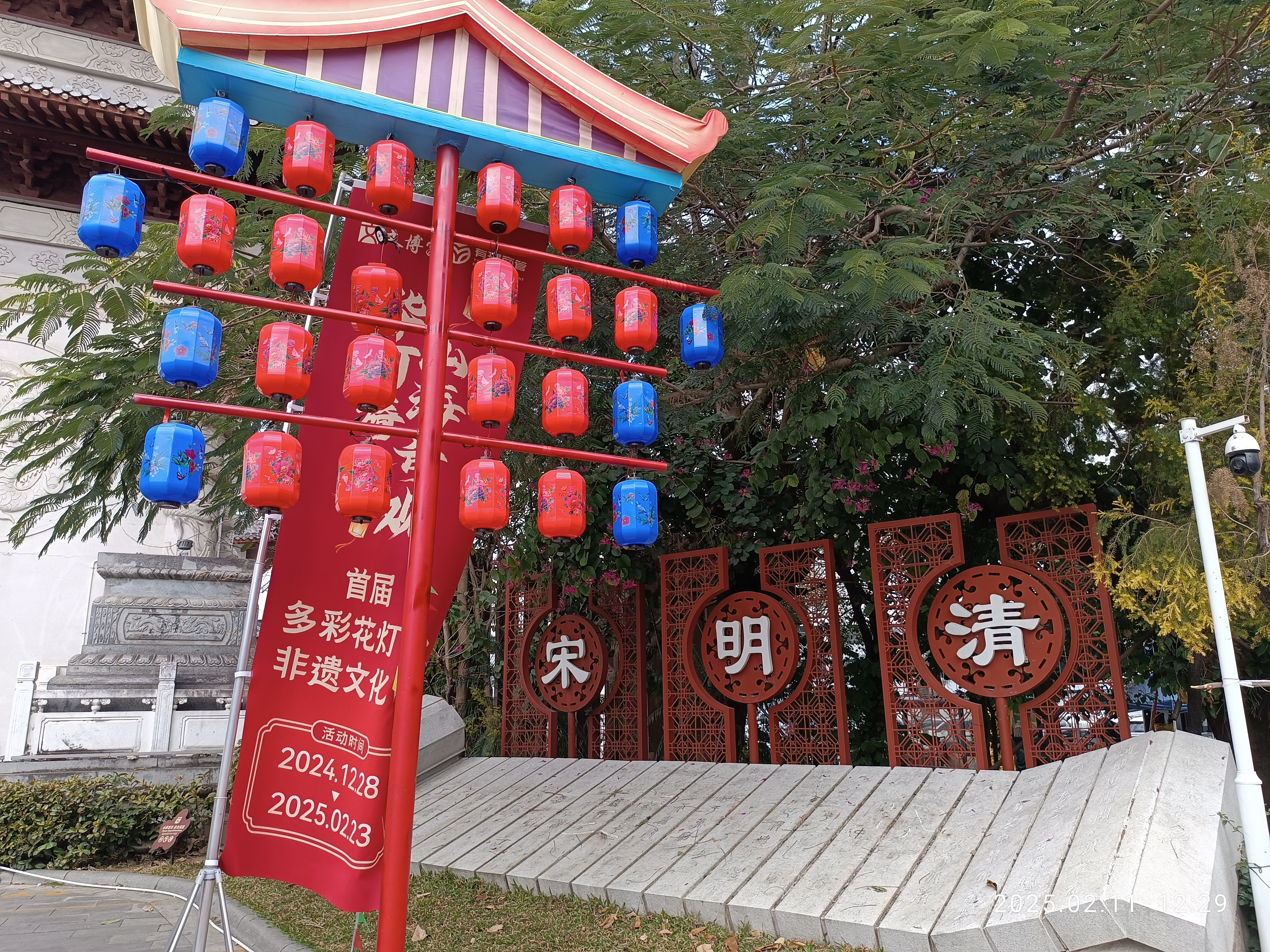
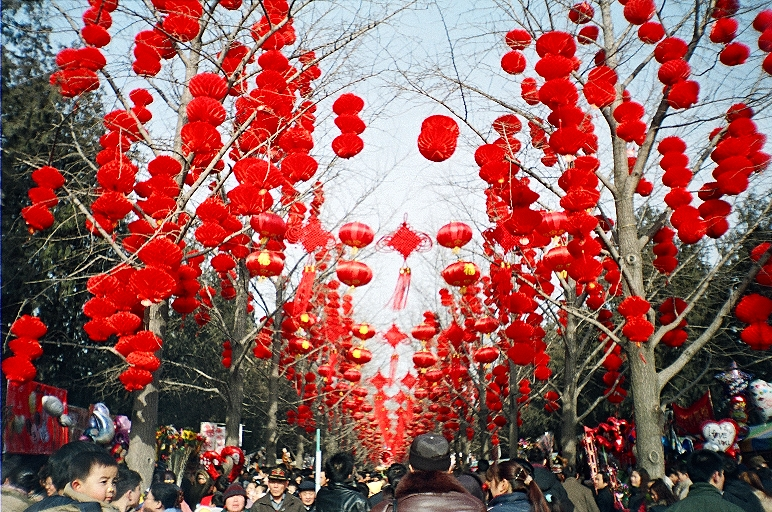
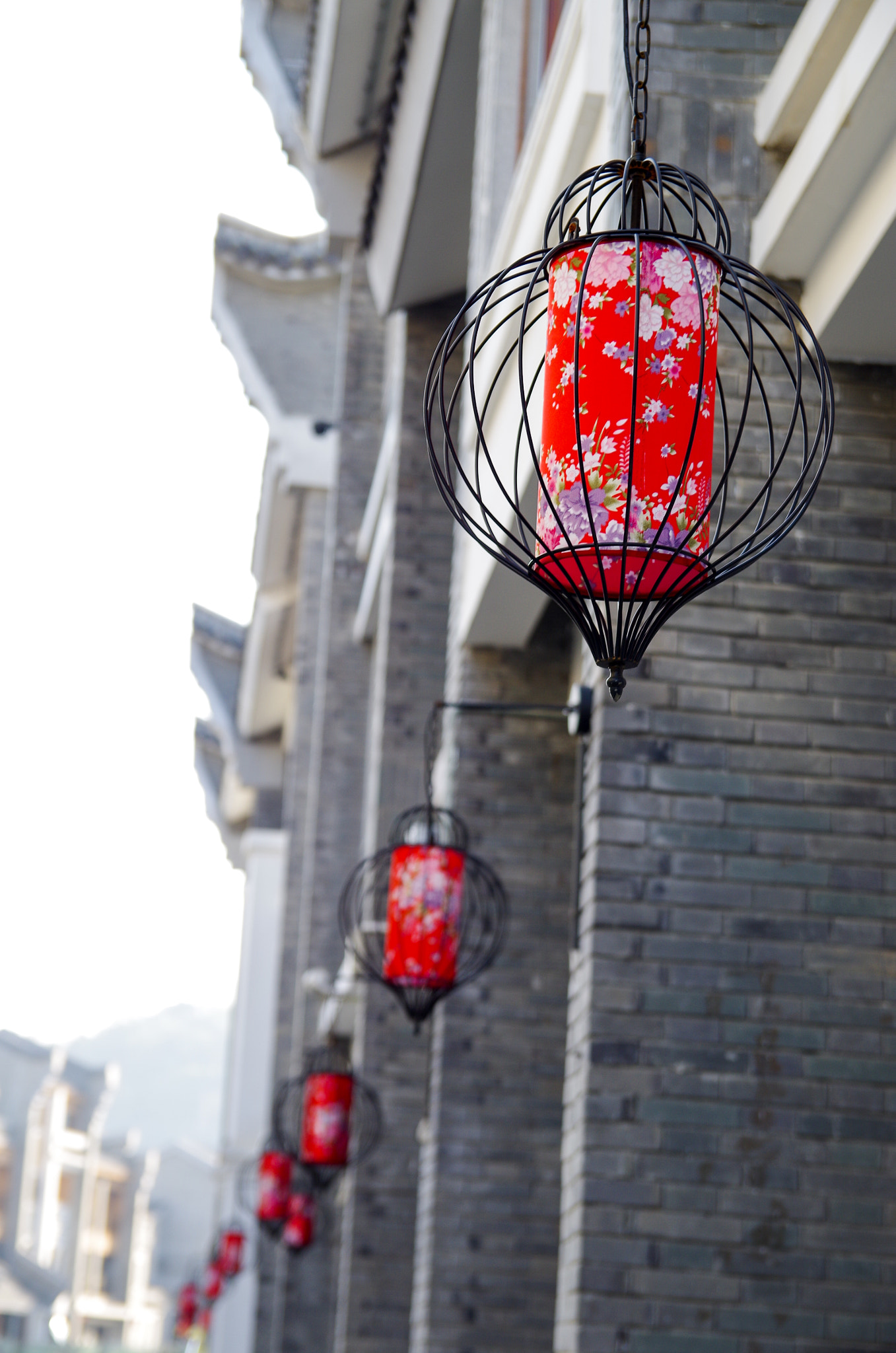
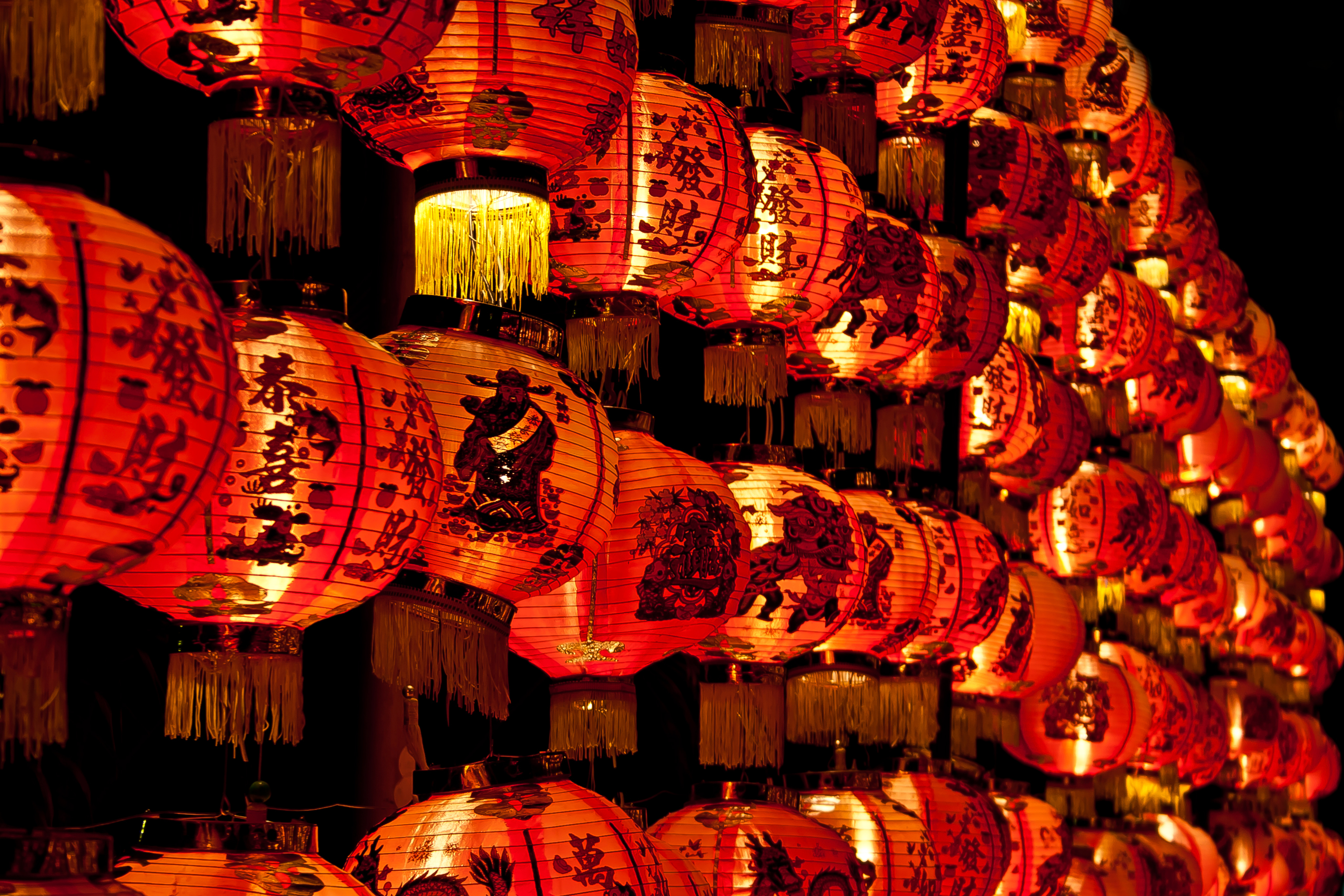
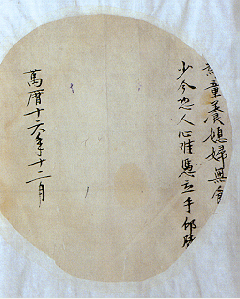

#### 天灯
空に浮かべることを特化した紙提灯は「天灯（スカイランタン）」と呼ばれ、特に提灯祭りにおいて、夜空へ放たれる様子が美しい景観を作り出している。 
中国の天灯、またの名を「孔明灯」ともいうものは紙で作られた小型の熱気球であり、下部には小さな火を灯す仕組みとなっている。天灯という名称は中国語の直訳であり、英語では「スカイキャンドル」や「ファイアバルーン」とも呼ばれることがある。 
アジア各地、そして世界の多くの地域において、天灯は古くから伝統的な祭りことや遊びの一環として作られ、打ち上げられてきた。 基本的な構造は非常に薄い紙でできた球状の殻であり、その大きさは直径約30センチメートルから数メートルに及ぶものまで様々である。下部には開口部があり、一般に10〜30センチメートル程度の幅を持つ。この開口部の周囲には硬い枠が設けられており、火元を吊り下げ、かつ紙の壁面との接触を防ぐ役割を果たしている。 
点火すると、炎が内部の空気を加熱し、気密性のある殻内部の空気密度を下げることで、提灯は浮上する。天灯は、火が灯っている間だけ空中に滞空し、火が消えると自然に地上へと降下する仕組みである。

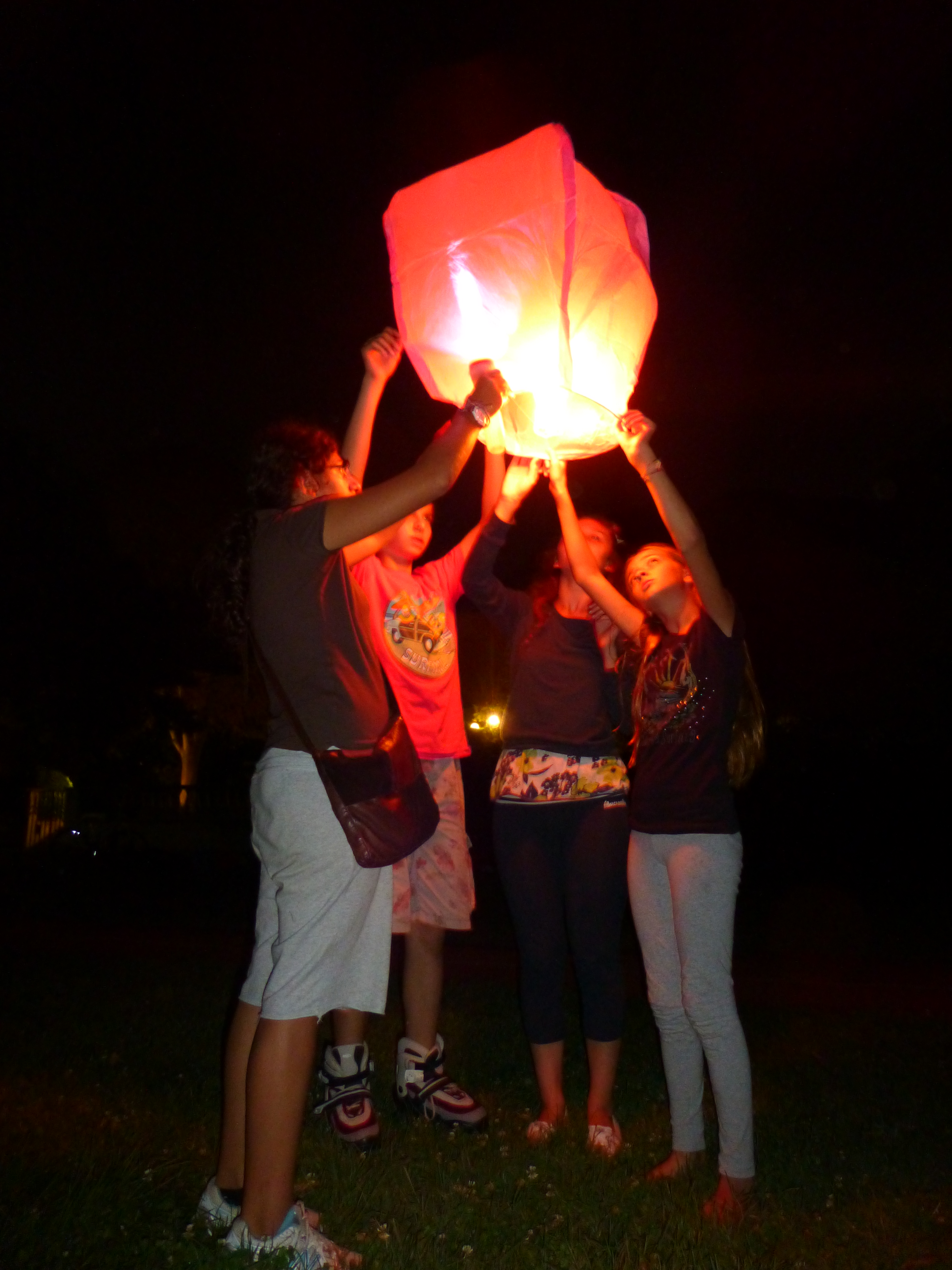
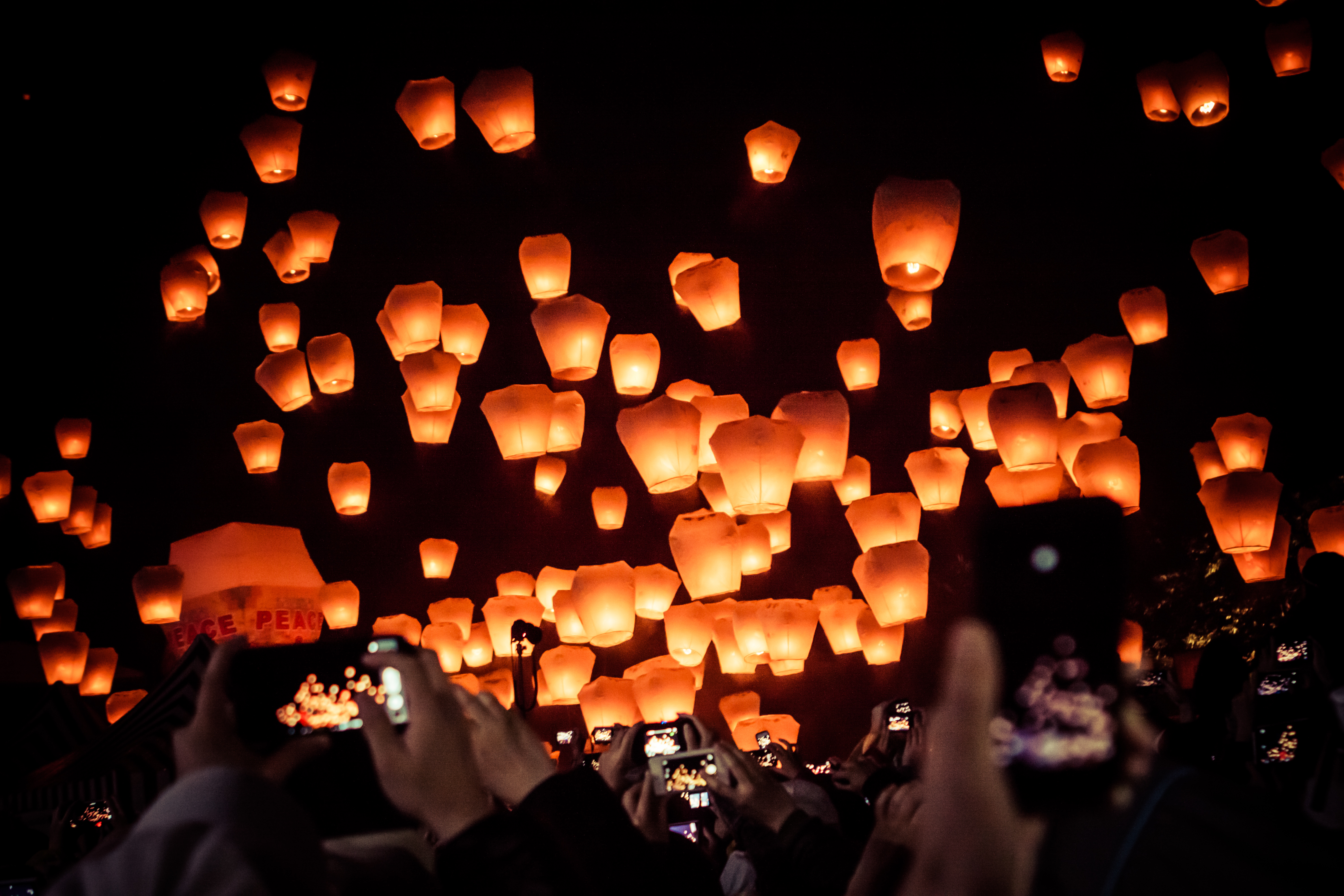
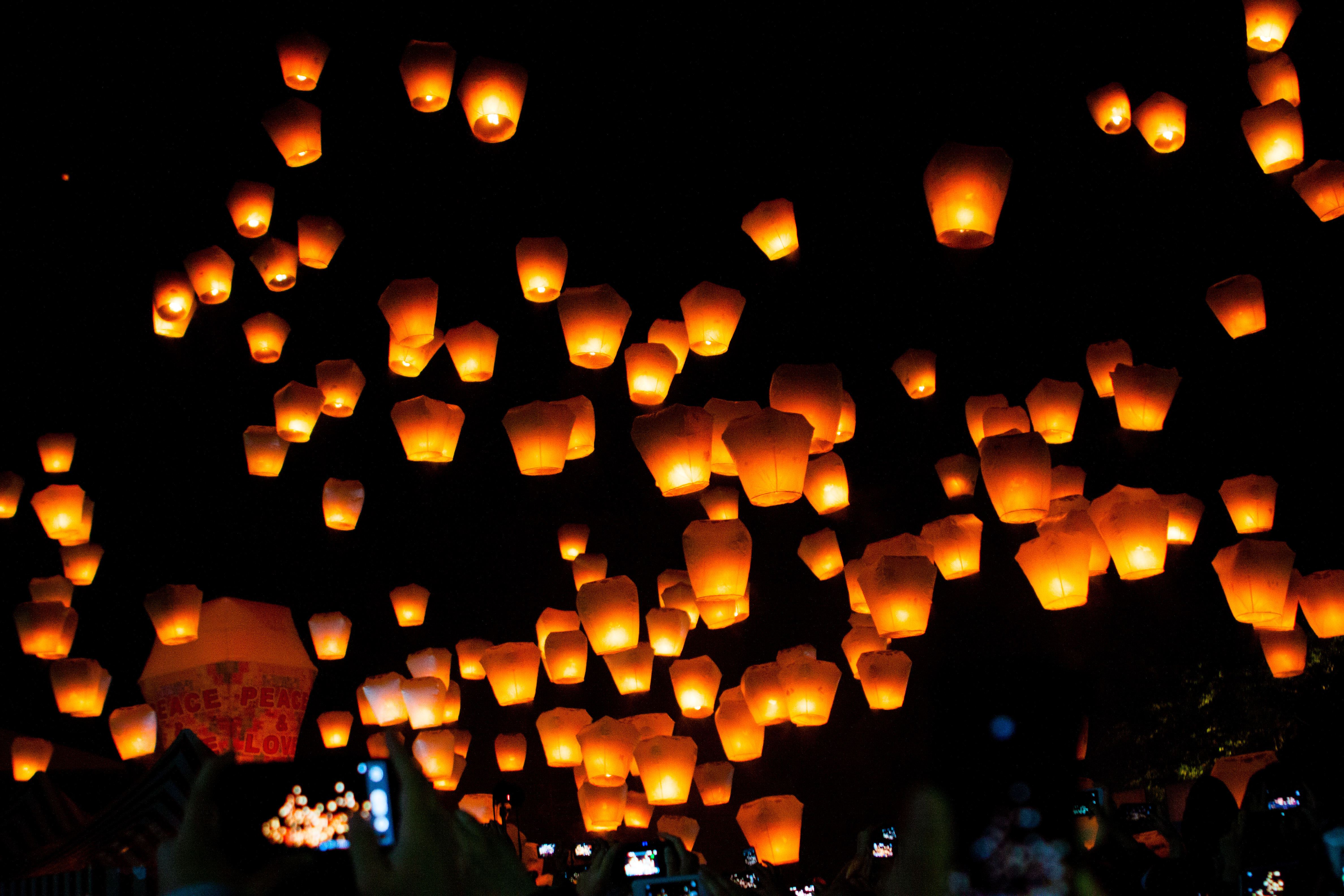